# Rostbrauner Raufußspinner

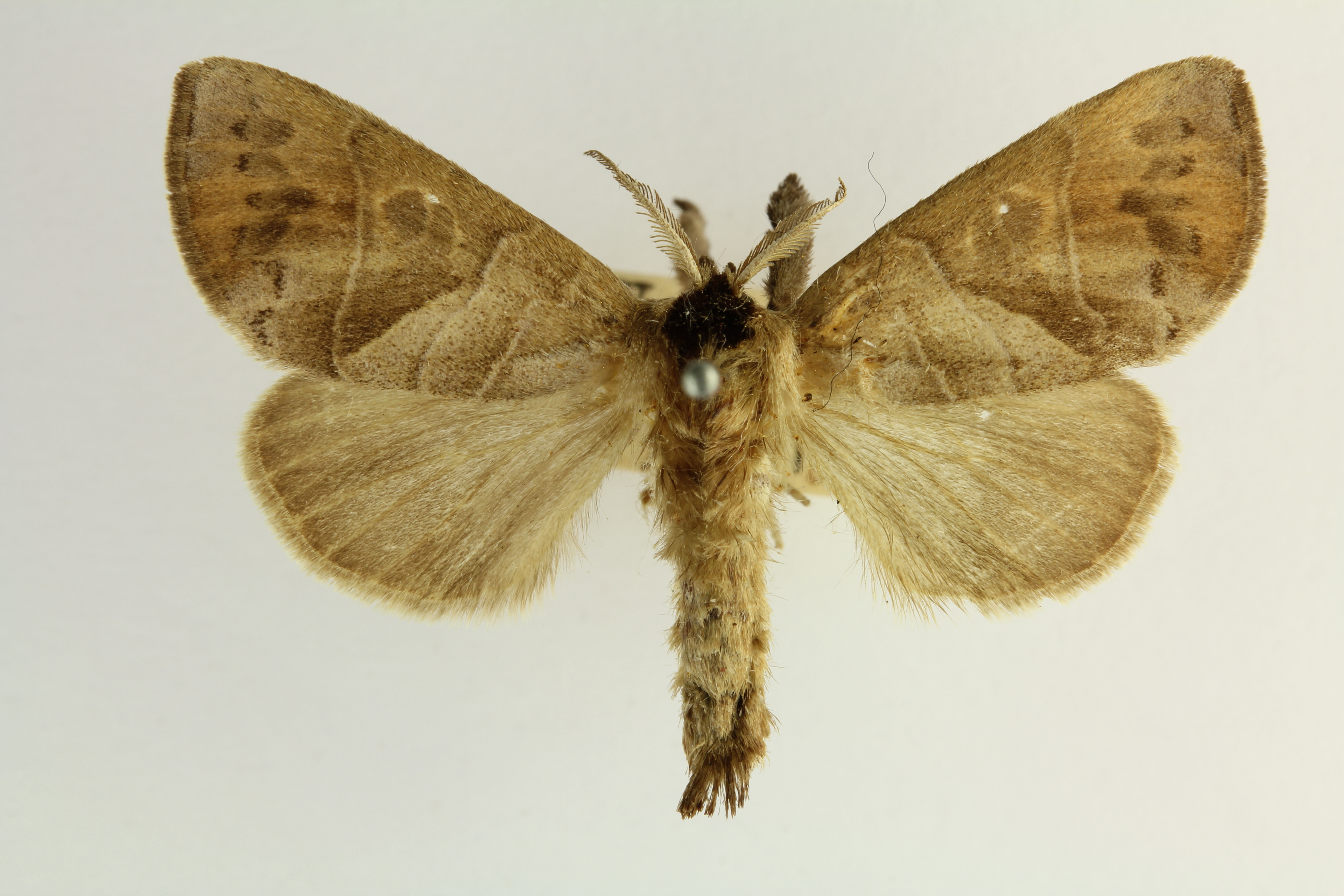
Männchen

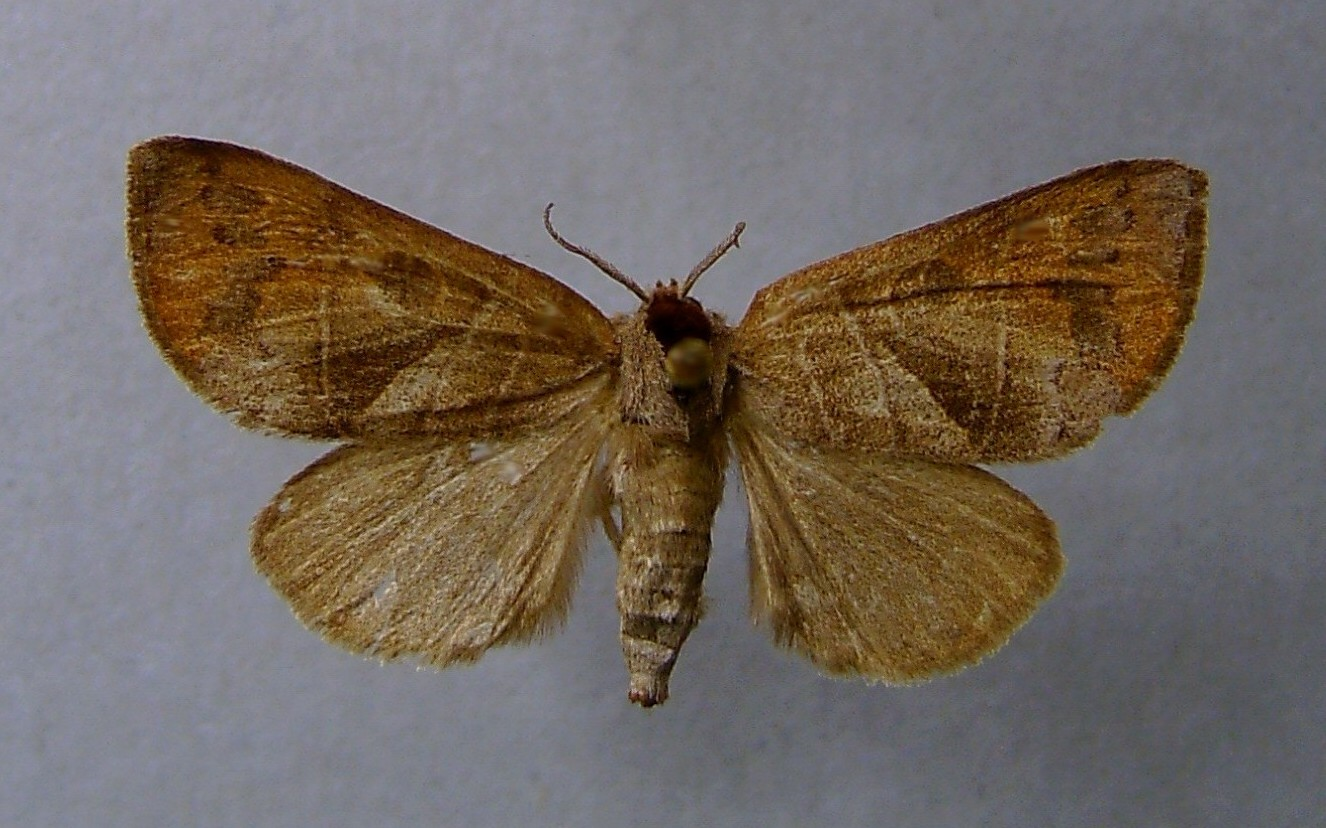
Weibchen

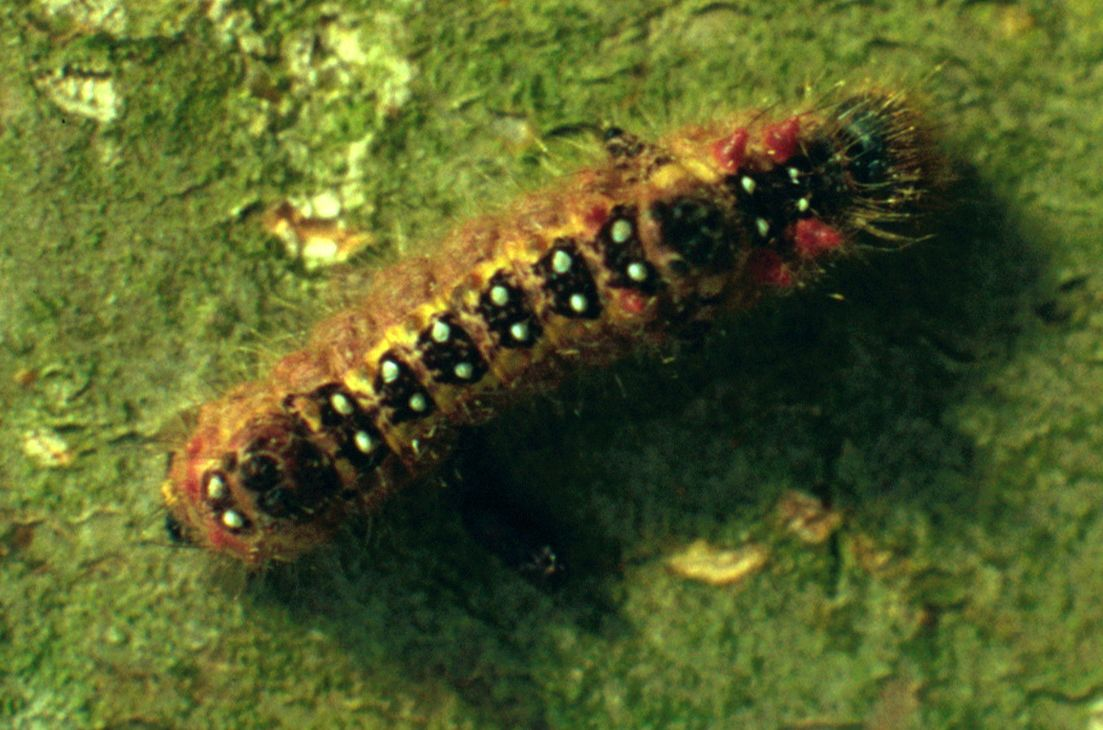
Raupe des Rostbraunen Raufußspinners

Der Rostbraune Raufußspinner (Clostera anastomosis), auch Rotbrauner Raufußspinner, Lorbeerweidenspinner oder Rostbrauner Erpelschwanz genannt, ist ein Schmetterling (Nachtfalter) aus der Familie der Zahnspinner (Notodontidae).

## Merkmale

### Falter
Die durchschnittliche Flügelspannweite der Falter beträgt 30 bis 38 Millimeter. Die Grundfarbe der Vorderflügel variiert von rotbraun bis zu graubraun. Sie sind mit drei dünnen, meist undeutlichen, hellen Querlinien versehen. Deutlicher hebt sich das dunkelbraune Mittelfeld mit dem Apikalfleck ab, der von der Diskoidalquerader durchschnitten wird. Im Saumfeld befindet sich eine aus meist länglichen schwarzbraunen Flecken gebildete Wellenlinie. Die Hinterflügel sind zeichnungslos graubraun, bei den Weibchen etwas heller. Der Thorax trägt auf dem Rücken einen Haarschopf. Die Hinterleibsspitze ist mit einem Afterbusch versehen. Er besteht bei den Männchen meistens aus zwei langen Büscheln. Die Beine sind dicht behaart. Die Fühler der Männchen sind lang, diejenigen der Weibchen kürzer und feiner gefiedert. Der Saugrüssel ist verkümmert.

### Ei
Das Ei ist halbkugelig, zunächst weiß und nimmt später eine rötliche Farbe an.

### Raupe
Erwachsene Raupen sind bräunlich gefärbt, am Rücken dunkler. Sie sind gelbbraun behaart und auf dem Rücken mit zwei Reihen weißer Punkte versehen. Daneben befinden sich orangegelbe Seitenstreifen. Auf dem vierten und elften Segment heben sich buschige schwärzliche Höcker ab. Die Stigmen sind schwarz.

### Puppe
Die Puppe glänzt schwarzbraun. Am Rücken sind zwei rotgelbe Punktreihen sowie zwei ebenso gefärbte, unterbrochene Streifen zu erkennen. Der Kremaster ist mit einer langen Spitze und mehreren kurzen Haaren versehen. Die Verpuppung erfolgt in einem dünnen grauweißen Kokon.

### Ähnliche Arten
Der Kleine Raufußspinner (Clostera pigra) ist kleiner (Flügelspannweite 22 bis 28 Millimeter) und unterscheidet sich in erster Linie durch eine mehr oder weniger stark ausgeprägte lila Überstäubung der Vorderflügel.

## Verbreitung und Lebensraum
Der Rostbraune Raufußspinner ist in Europa weit verbreitet und kommt Richtung Osten bis nach China, Japan und Korea vor. Die Art besiedelt bevorzugt lichte Espenwälder sowie Auen- und Bruchwälder.

## Lebensweise
Die Art bildet im Norden Europas eine Generation im Jahr aus, deren Falter in den Monaten Mai und Juni fliegen, in Mitteleuropa sind sie in zwei Generationen im April und Mai sowie im Juli und August anzutreffen. Sofern in südlichen Regionen noch im Oktober Exemplare gefunden werden, dürften sie einer dritten Generationen angehören. Die Falter sitzen tagsüber in Ruheposition mit dachförmig über dem Hinterleib gefalteten Flügeln oft an Blättern, Stängeln oder Zweigen. In der Nacht besuchen sie künstliche Lichtquellen. Die Eier werden in mehreren übereinander liegenden Spiegeln abgelegt. Junge Raupen leben zunächst gesellig, ältere Raupen leben einzeln. Sie ernähren sich von den Blättern verschiedener Pappel- (Populus) und Weidenarten (Salix). Die jungen Raupen der letzten Generation überwintern gemeinsam zwischen zusammen gesponnenen Blättern.

## Gefährdung
Der Rostbraune Raufußspinner kommt in den deutschen Bundesländern in unterschiedlicher Häufigkeit vor und wird auf der Roten Liste gefährdeter Arten auf der Vorwarnliste geführt. In Baden-Württemberg gilt er hingegen als nicht gefährdet.

## Belege